# T71 Dudelange
T71 Dudelange ist ein luxemburgischer Basketballklub aus Dudelange. Er ist Mitglied des nationalen Basketballverbandes FLBB.

## Geschichte
Der Verein trägt seine Spiele im Sportzentrum René Hartmann aus. Der Verein kommt aus dem früheren Club HBD (= Handball Basketball Dudelange). Nach der Trennung 1971 vom HBD entstand der Name T71. Der Verein unterhält eine Herren- und Damenmannschaft, die beide in der 1. Luxemburgischen Basketballliga spielen. Die Herrenmannschaft agierte bisher erfolgreich und wurde in den Saisons 2009/2010, 2010/11, 2012/2013, 2013/2014, 2014/2015 und 2020/21 luxemburgischer Meister. 1976 wurde Dudelange zur luxemburgischen Mannschaft des Jahres gewählt.

## Erfolge

### Herren
- 13× Luxemburgischer Meister: 1975, 1976, 1977, 1982, 1983, 1984, 1985, 2010, 2011, 2013, 2014, 2015, 2021
- 12× Luxemburgischer Pokalsieger: 1974, 1975, 1977, 1983, 1984, 1988, 1989, 2009, 2012, 2013, 2014, 2016

### Damen
- 4× Luxemburgischer Meister: 2003, 2009, 2021, 2022
- 3× Luxemburgischer Pokalsieger: 2011, 2014, 2024